# P120 (Triebwerk)

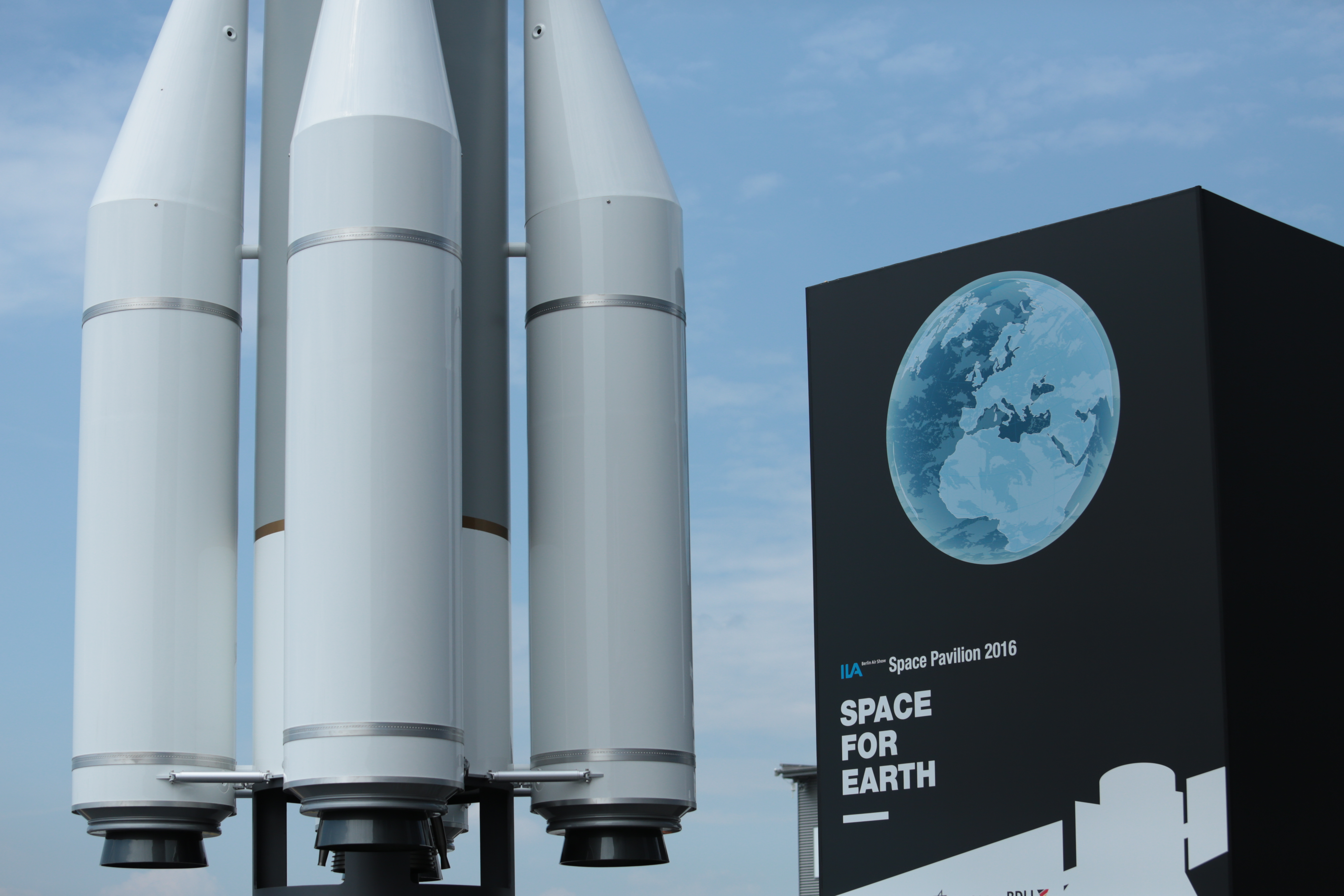
Modell der an der Ariane 6 verbauten P120

Das P120 ist ein Feststoff-Raketentriebwerk der Europäischen Weltraumorganisation ESA. Es wurde als eine leistungsgesteigerte Version des P80 als erste Stufe der Vega-C und der Vega-E wie auch für die Booster der Ariane 6 entwickelt. Die Produktion begann im März 2022.

## Entwicklung

### Gemeinsame Nutzung durch Vega-C und Ariane 6
Das Triebwerk wurde von Europropulsion, einem Joint Venture der italienischen Avio S.p.A. und der französischen Arianegroup, als Antrieb sowohl der schweren Rakete Ariane 6 als auch der leichten Vega-C entwickelt. Vega-C verwendet das P120 als erste Stufe, die Ariane 6 setzt es als Booster ein. Der von der ESA verwendete Name P120C verweist auf diese Doppelnutzung, das „C“ steht dabei für „common“ (Englisch für „gemeinsam“). Diese gemeinsame Verwendung soll die Kosten durch größere Stückzahlen reduzieren.

### Tests
Drei Triebwerke wurden zwischen 2018 und 2020 durch Zündungen am Boden getestet, um die verschiedenen Versionen des P120 für den Flug zu qualifizieren. Dabei wurde erst die Konfiguration für die Vega-C und dann der Ariane 6 getestet. Die Tests fanden im französischen Überseegebiet Guayana am Weltraumbahnhof Kourou statt.

### P160C
Die ESA plant, die Leistung des Triebwerks zu erhöhen, um mehr Nutzlast in die Erdumlaufbahn zu befördern. Bei der Bekanntgabe der Pläne im März 2022 trug diese neue Version den Namen P120C+. Sie sollte 14 Tonnen Treibstoff zusätzlich verbrennen und einen Meter länger als das P120 sein. Im Rahmen des Startvertrags mit Amazon für Kommunikationssatelliten der Konstellation Kuiper gab Arianespace bekannt, dass 16 der  geplanten Starts der Ariane 6 das verbesserte Triebwerk verwenden sollen. Wiener Kernisan, der Präsident von Arianespace, gab an, dass durch die Verwendung von P120C+ in der Konfiguration Ariane A64 – das heißt mit vier Boostern – zwei Tonnen mehr Nutzlast in eine niedrige Erdumlaufbahn gebracht werden können.
Im Juni 2024 gab Avio bekannt, das erste verbesserte Triebwerk, jetzt mit dem Namen P160C, nach Guyana verschifft zu haben. Dort soll es mit Treibstoff befüllt und getestet werden, es handelt sich um ein Qualifizierungsmodell. Die erste Triebwerkszündung war von der Firma Ende 2024 vorgesehen, allerdings wurde dabei von einer Lieferung des P160C im April 2024 ausgegangen. Neben der Ariane 6 soll das P160C auch bei der geplanten Trägerrakete Vega-E zum Einsatz kommen.

## Produktion
Der Aufbau ist sehr einfach. Die Hülle des Triebwerks besteht aus einem monolithischen, 25 cm dicken Kohlenstofffaser-Verbundwerkstoff. Sie wird von Avio in Italien hergestellt. Ursprünglich sollte nach dem Prinzip Geo-Return, nach dem ESA-Mitgliedsländer proportional zu ihren Beiträgen Industrieaufträge erhalten, auch in Deutschland eine Produktionsstraße bei MT Aerospace entstehen. Die Düse wird von der französischen Arianegroup entwickelt und lässt sich mit Batterien und einem elektrischen Antrieb um wenige Grad ausrichten. Das norwegische Rüstungsunternehmen Nammo liefert den Zünder, der am oberen Ende angebracht ist. Der Zünder hat einen pyrotechnischen Satz mit Pellets aus Bor und Kaliumnitrat, die einen Feststoff in Brand setzen, dieser entzündet dann den Raketentreibstoff. Der Hersteller Regulus befüllt das Triebwerk mit dem festen Treibstoff in Französisch-Guyana. Schließlich wird das Triebwerk von Europropulsion zusammengesetzt und für den Flug vorbereitet. In Französisch-Guyana werden die Triebwerke mit einem speziellen Transporter der italienischen Firma Cometto zwischen Lager- und Fertigungshallen und schließlich zur Startrampe befördert.
Die Produktion des P120 begann im März 2022. Die Verzögerung des Starts der Ariane 6 beeinträchtigte die Fertigung, da volle Lagerstände die Produktion verlangsamten. So wurden zu Beginn der Fertigung weniger als 10 Triebwerke jährlich hergestellt. Avio gab im Mai 2024 an, diese Kapazität bis 2026 auf 15 Triebwerke jährlich aufstocken zu wollen.

## Technische Daten
| P120                | P120                      |
| ------------------- | ------------------------- |
| Höhe                | 13,5 m                    |
| Durchmesser         | 3,4 m                     |
| Startmasse          | 154.600 kg                |
| Leermasse           | 11.000 kg                 |
| Treibstoffmasse     | 143.600 kg                |
| Schub               | 4.500 kN durchschnittlich |
| Brennzeit           | 132,8 s                   |
| Treibstoff          | HTPB 1912                 |
| Spezifischer Impuls | 278,5 s (2.731 m/s)       |